# Коријентес
Коријентес (шп. Corrientes) је град у Аргентини у покрајини Коријентес. Према процени из 2005. у граду је живело 341.176 становника.

## Становништво
Према процени, у граду је 2005. живело 341.176 становника.
| 1980.   | 1991.   | 2001.   |
| ------- | ------- | ------- |
| 180.612 | 258.103 | 314.546 |